# 樊仁远
樊仁远，字少从，宋朝福建福州闽县人，南宋的武狀元、文科進士。樊仁远家住福州城殷富坊，为宋高宗绍兴三十年（1160年）庚辰科状元。后来在绍兴三十二年（1162年），他又参加了进士考试，和兄弟樊仁达一起中举，其所住的殷富坊也因樊氏兄弟登科而改名为連榮坊。